# 薩尼王朝
薩尼王朝（آل ثاني，羅馬化：Al Thani）是統治卡達的世襲王朝，屬於塔米姆氏族的分支，建立者是穆罕默德·本·薩尼，卡達的第一位統治者。

## 卡達埃米爾
1. 穆罕默德·本·薩尼，1847－1878
2. 賈希姆·本·穆罕默德·阿勒薩尼，1878－1913
3. 阿卜杜拉·本·賈希姆·阿勒薩尼，1913－1949
4. 阿里·本·阿卜杜拉·阿勒薩尼，1949－1960
5. 艾哈邁德·本·阿里·阿勒薩尼，1960－1972
6. 哈利法·本·哈邁德·阿勒薩尼，1972－1995
7. 哈馬德·本·哈利法·阿勒薩尼，1995－2013
8. 塔米姆·本·哈邁德·阿勒薩尼，2013－